# Peracle depressa
Peracle depressa is een slakkensoort uit de familie van de Peraclidae. De wetenschappelijke naam van de soort is voor het eerst geldig gepubliceerd in 1906 door Meisenheimer.